# Autreville (Vosges)
Autreville és un municipi francès, situat al departament dels Vosges i a la regió del Gran Est. L'any 2007 tenia 169 habitants.

## Demografia

### Població
El 2007 la població de fet d'Autreville era de 169 persones. Hi havia 65 famílies, de les quals 13 eren unipersonals (4 homes vivint sols i 9 dones vivint soles), 26 parelles sense fills i 26 parelles amb fills.
La població ha evolucionat segons el següent gràfic:
Habitants censats

### Habitatges
El 2007 hi havia 78 habitatges, 68 eren l'habitatge principal de la família, 4 eren segones residències i 6 estaven desocupats. 75 eren cases i 3 eren apartaments. Dels 68 habitatges principals, 51 estaven ocupats pels seus propietaris, 15 estaven llogats i ocupats pels llogaters i 2 estaven cedits a títol gratuït; 1 tenia una cambra, 5 en tenien dues, 12 en tenien tres, 5 en tenien quatre i 44 en tenien cinc o més. 58 habitatges disposaven pel capbaix d'una plaça de pàrquing. A 34 habitatges hi havia un automòbil i a 28 n'hi havia dos o més.

### Piràmide de població
La piràmide de població per edats i sexe el 2009 era:
| Homes | Edats   | Dones |
| ----- | ------- | ----- |
| 0     | 95 o +  | 0     |
| 0     | 90 a 94 | 0     |
| 0     | 85 a 89 | 0     |
| 4     | 80 a 84 | 0     |
| 4     | 75 a 79 | 4     |
| 8     | 70 a 74 | 16    |
| 0     | 65 a 69 | 4     |
| 8     | 60 a 64 | 0     |
| 4     | 55 a 59 | 0     |
| 8     | 50 a 54 | 4     |
| 0     | 45 a 49 | 0     |
| 8     | 40 a 44 | 12    |
| 8     | 35 a 39 | 4     |
| 0     | 30 a 34 | 0     |
| 0     | 25 a 29 | 0     |
| 0     | 20 a 24 | 0     |
| 0     | 15 a 19 | 4     |
| 4     | 10 a 14 | 8     |
| 8     | 5 a 9   | 0     |
| 4     | 0 a 4   | 0     |

## Economia
El 2007 la població en edat de treballar era de 94 persones, 75 eren actives i 19 eren inactives. De les 75 persones actives 66 estaven ocupades (40 homes i 26 dones) i 10 estaven aturades (2 homes i 8 dones). De les 19 persones inactives 3 estaven jubilades, 8 estaven estudiant i 8 estaven classificades com a «altres inactius».

### Ingressos
El 2009 a Autreville hi havia 68 unitats fiscals que integraven 156 persones, la mediana anual d'ingressos fiscals per persona era de 18.330 €.

### Activitats econòmiques
Dels 5 establiments que hi havia el 2007, 1 era d'una empresa de construcció, 2 d'empreses de comerç i reparació d'automòbils i 2 d'empreses d'hostatgeria i restauració.
Dels 2 establiments de servei als particulars que hi havia el 2009, 1 era un taller de reparació d'automòbils i de material agrícola i 1 restaurant.

## Poblacions més properes
El següent diagrama mostra les poblacions més properes.